# Карл фон Йотинген
Карл Волфганг фон Йотинген (на немски: Karl Wolfgang von Oettingen; † 3 октомври 1549) е граф на Йотинген в Швабия, Бавария и на замък Флохберг в Шлосберг в Бопфинген, Баден-Вюртемберг.
Той е големият син на граф Волфганг I фон Йотинген (1455 – 1522) и съпругата му Анна фон Валдбург и Валдзе († 26 март 1507), дъщеря на трушсес Георг II фон Валдбург-Цайл-Волфег-Валдзе († 10 март 1482) и графиня Анна фон Кирхберг († 10 март 1484), дъщеря на граф Конрад VIII фон Кирхберг († 1470) и графиня Анна фон Фюрстенберг-Баар († 1481).
Брат е на Лудвиг XV (* 26 април 1486; † 24 март 1557), граф на Йотинген-Йотинген.
През 1330 г. графовете на Йотинген получават от крал Лудвиг IV Баварски като феод замък Флохберг в Бопфинген, Баден-Вюртемберг. През 1347 г. император Карл IV залага замъка на графовете на Йотинген. Те никога не плащат сумата и правят замъка за резиденция на техните фогти.

## Фамилия
Карл Волфганг се жени на 5 ноември 1524 г. за ландграфиня Елизабет фон Лойхтенберг (* 1508; † 14 април 1560), дъщеря на ландграф Йохан IV фон Лойхтенберг († 1531) и Маргарета фон Шварцбург († 1518). Те имат пет деца, които умират малки:
- Северин
- Карл Северин
- Гедеон
- Гедеон
- Антония Мария